# John Pendleton Kennedy
John Pendleton Kennedy (Baltimora, 25 ottobre 1795 – Newport, 18 agosto 1870) è stato un politico e scrittore statunitense.

## Biografia
Fu il ventunesimo segretario della marina statunitense durante la presidenza di Millard Fillmore (13º presidente). Figlio di mercanti (suo padre era John Kennedy mentre sua madre Nancy Pendleton) la famiglia andò in bancarotta nel 1809, mentre suo fratello Anthony Kennedy diventerà membro del Senato degli Stati Uniti.
Nel tempo in cui svolse il suo ruolo come segretario ci furono importanti spedizioni navali come l'invio del commodoro Matthew Perry in Giappone e quelle che riguardarono il bacino dell'Amazzonia (dove vennero inviati il tenente William Lewis Herndon e il tenente Lardner Gibbon).
Lasciò il suo incarico di segretario nel marzo 1853, in concomitanza con l'abbandono del presidente Fillmore.
Fu uno scrittore appartenente al filone letterario della cosiddetta Letteratura anti-Tom, risposta alle critiche abolizionistiche in difesa della pratica della schiavitù.